# Rodrigo Prieto (futbolista)
Rodrigo Prieto Aubert es un exfutbolista y entrenador mexicano. Nació en Guadalajara, Jalisco, en México, el 8 de febrero de 1983, Actualmente es auxiliar técnico del FC Midtjylland de Dinamarca. Jugaba como delantero en la Liga MX y en la Segunda División Mexicana y su último equipo fue Venados FC del Ascenso MX. Jugó en equipos como Zacatepec de Morelos, Club Puebla y en el  Cruz Azul, es apodado Rodrigol, o el Mariachi.  

## Trayectoria
Debutó en Primera división el 3 de agosto de 2003 con Monarcas Morelia.                                                               Después pasó por equipos de la Liga MX como en Cruz Azul y el Puebla FC.            Posteriormente fue jugador del Carabobo FC de Venezuela y su carrera de jugador concluyó en el Venados FC.                                                                                       Actualmente es el Auxiliar Técnico del FC Midtjylland de Dinamarca.

### Clubes
| Club                      | País                | Año       | Partidos | Goles | Media |
| ------------------------- | ------------------- | --------- | -------- | ----- | ----- |
| Monarcas Morelia          | México              | 2003-2007 | 13       | 1     | 0.08  |
| Mérida F. C. (Cárnet)     | México              | 2003-2005 | 41       | 18    | 0.44  |
| C. Tijuana (Cedido)       | México              | 2005      | 1        | 0     | 0     |
| Cruz Azul F. C. (cedido)  | México              | 2006      | 1        | 0     | 0     |
| Cruz Azul Oaxaca (Cárnet) | México              | 2006      | 2        | 0     | 0     |
| Puebla F. C. (cedido)     | México              | 2007      | 23       | 8     | 0.35  |
| Mérida F. C.              | México              | 2007-2008 | 23       | 8     | 0.35  |
| Carabobo F. C.            | Venezuela           | 2008-2009 | 20       | 13    | 0.65  |
| Caracas F. C.             | Venezuela           | 2009-2010 | 55       | 15    | 0.27  |
| Dorados de Sinaloa        | México              | 2010-2011 | 18       | 6     | 0.33  |
| Neza F. C.                | México              | 2011-2013 | 90       | 28    | 0.31  |
| Delfines F. C.            | México              | 2013-2014 | 36       | 12    | 0.33  |
| Dorados de Sinaloa        | México              | 2014-2015 | 37       | 9     | 0.24  |
| C. Necaxa                 | México              | 2015-2016 | 49       | 17    | 0.35  |
| C. Zacatepec              | México              | 2017      | 21       | 7     | 0.33  |
| F. C. Juárez              | México              | 2017-2018 | 47       | 10    | 0.21  |
| C. A. Zacatepec           | México              | 2019      | 12       | 1     | 0.08  |
| Venados F. C.             | México              | 2019-2020 | 21       | 3     | 0.14  |
| Total en su carrera       | Total en su carrera | 2003-2020 | 513      | 156   | 0.30  |

#### Estadísticas
| Monarcas Morelia · México                                                                                             |               |               |     |     |    |    |    |    |     |      |      |
| 1ª | 2003-04       | 5             | 0   | 0   | 0  | 3  | 1  | 8  | 1   | 0.13 |      |
| 1ª | 2004          | 4             | 0   | -   | -  | -  | -  | 4  | 0   | 0    |      |
| 1ª | 2007-08       | 1             | 0   | -   | -  | -  | -  | 1  | 0   | 0    |      |
| Total club | Total club    | 10            | 0   | 0   | 0  | 3  | 1  | 13 | 1   | 0.08 |      |
| Mérida F. C. · México                                                                                                 |               |               |     |     |    |    |    |    |     |      |      |
| 2ª | 2003-04       | 22            | 9   | -   | -  | -  | -  | 22 | 9   | 0.41 |      |
| 2ª | 2005          | 19            | 9   | -   | -  | -  | -  | 19 | 9   | 0.47 |      |
| 2ª | 2007-08       | 23            | 8   | -   | -  | -  | -  | 23 | 8   | 0.35 |      |
| Total club | Total club    | 64            | 26  | 0   | 0  | -  | -  | 64 | 26  | 0.41 |      |
| C. Tijuana · México                                                                                                   |               |               |     |     |    |    |    |    |     |      |      |
| 2ª | 2005          | 1             | 0   | -   | -  | -  | -  | 1  | 0   | 0    |      |
| Total club | Total club    | 1             | 0   | -   | -  | -  | -  | 1  | 0   | 0    |      |
| Cruz Azul Oaxaca · México                                                                                             |               |               |     |     |    |    |    |    |     |      |      |
| 2ª | 2006          | 2             | 0   | -   | -  | -  | -  | 2  | 0   | 0    |      |
| Total club | Total club    | 2             | 0   | -   | -  | -  | -  | 2  | 0   | 0    |      |
| Cruz Azul F. C. · México                                                                                              |               |               |     |     |    |    |    |    |     |      |      |
| 1ª | 2006          | 1             | 0   | 0   | 0  | -  | -  | 1  | 0   | 0    |      |
| Total club | Total club    | 1             | 0   | 0   | 0  | -  | -  | 1  | 0   | 0    |      |
| Puebla F. C. · México                                                                                                 |               |               |     |     |    |    |    |    |     |      |      |
| 2ª | 2006-07       | 23            | 8   | -   | -  | -  | -  | 23 | 8   | 0.35 |      |
| Total club | Total club    | 23            | 8   | -   | -  | -  | -  | 23 | 8   | 0.35 |      |
| Carabobo F. C. · Venezuela                                                                                            |               |               |     |     |    |    |    |    |     |      |      |
| 1ª | 2008-09       | 14            | 8   | 6   | 5  | -  | -  | 20 | 13  | 0.65 |      |
| Total club | Total club    | 14            | 8   | 6   | 5  | -  | -  | 20 | 13  | 0.65 |      |
| Caracas F. C. · Venezuela                                                                                             |               |               |     |     |    |    |    |    |     |      |      |
| 1ª | 2009-10       | 32            | 6   | 8   | 8  | 15 | 1  | 55 | 15  | 0.27 |      |
| Total club | Total club    | 32            | 6   | 8   | 8  | 15 | 1  | 55 | 15  | 0.27 |      |
| Dorados de Sinaloa · México                                                                                           |               |               |     |     |    |    |    |    |     |      |      |
| 2ª | 2011          | 18            | 6   | -   | -  | -  | -  | 18 | 6   | 0.33 |      |
| 2ª | 2014-15       | 30            | 7   | 7   | 2  | -  | -  | 37 | 9   | 0.24 |      |
| Total club | Total club    | 48            | 13  | 7   | 2  | -  | -  | 55 | 15  | 0.27 |      |
| Neza F. C. · México                                                                                                   |               |               |     |     |    |    |    |    |     |      |      |
| 2ª | 2011-12       | 30            | 10  | -   | -  | -  | -  | 30 | 10  | 0.33 |      |
| 2ª | 2012-13       | 36            | 16  | 13  | 1  | -  | -  | 49 | 17  | 0.35 |      |
| Total club | Total club    | 79            | 27  | 13  | 1  | -  | -  | 90 | 28  | 0.31 |      |
| Delfines F. C. · México                                                                                               |               |               |     |     |    |    |    |    |     |      |      |
| 2ª | 2013-14       | 34            | 12  | 2   | 0  | -  | -  | 36 | 12  | 0.33 |      |
| Total club | Total club    | 34            | 12  | 2   | 0  | -  | -  | 36 | 12  | 0.33 |      |
| C. Necaxa · México |               |               |     |     |    |    |    |    |     |      |      |
| 2ª | 2015-16       | 38            | 15  | 4   | 2  | -  | -  | 42 | 17  | 0.4  |      |
| 1ª | 2016          | 7             | 0   | -   | -  | -  | -  | 7  | 0   | 0    |      |
| Total club | Total club    | 45            | 15  | 4   | 2  | -  | -  | 49 | 17  | 0.35 |      |
| C. Zacatepec · México                                                                                                 |               |               |     |     |    |    |    |    |     |      |      |
| 2ª | 2017          | 19            | 7   | 2   | 0  | -  | -  | 21 | 7   | 0.33 |      |
| Total club | Total club    | 19            | 7   | 2   | 0  | -  | -  | 21 | 7   | 0.33 |      |
| F. C. Juárez · México                                                                                                 |               |               |     |     |    |    |    |    |     |      |      |
| 2ª | 2017-18       | 27            | 6   | 4   | 1  | -  | -  | 31 | 7   | 0.23 |      |
| 2ª | 2018          | 10            | 2   | 3   | 1  | -  | -  | 13 | 3   | 0.23 |      |
| Total club | Total club    | 37            | 8   | 7   | 2  | -  | -  | 44 | 10  | 0.23 |      |
| Total carrera | Total carrera | Total carrera | 409 | 130 | 50 | 20 | 18 | 2  | 477 | 152  | 0.32 |
| (1)Incluye datos de la Copa México e InterLiga (2004 y 2006). (2)Incluye datos de la Copa Libertadores (2009 y 2010). |               |               |     |     |    |    |    |    |     |      |      |

## Palmarés

### Torneos nacionales
| Título                     | Club               | País      | Año     |
| -------------------------- | ------------------ | --------- | ------- |
| 1ª División FVF            | Caracas F. C.      | Venezuela | 2008-09 |
| Copa Venezuela             | Caracas F. C.      | Venezuela | 2009    |
| Torneo Clausura Ascenso MX | Neza F. C.         | México    | 2013    |
| Torneo Clausura Ascenso MX | Dorados de Sinaloa | México    | 2015    |
| Campeón de Ascenso         | Dorados de Sinaloa | México    | 2015    |
| Torneo Clausura Ascenso MX | Necaxa             | México    | 2016    |
| Campeón de Ascenso         | Necaxa             | México    | 2016    |

### Distinciones individuales
| Distinción                    | Año  |
| ----------------------------- | ---- |
| Goleador de la Copa Venezuela | 2008 |
| Goleador de la Copa Venezuela | 2009 |